# Li’o jezik
Li’o jezik (ISO 639-3: ljl), malajsko-polinezijski jezik podskupine ende-lio, šire skupine bima-sumba, kojim govori 130 000 ljudi (Wurm and Hattori 1981) na središnjem Floresu u Malim Sundskim otocima, Indonezija.
Postoje četiri dijalekta: aku, lio, lionese i tanah kunu.

## Vanjske poveznice
- Ethnologue (14th)
- Ethnologue (15th)